# Ф като фалшиво
„Ф като фалшиво“ (на френски: Vérités et mensonges) е френски експериментален филм от 1973 година на режисьора Орсън Уелс по негов сценарий в съавторство с Оя Кодар.
Филмът съчетава документалистика с мистификации, разглеждайки различни примери за фалшификации с фокус върху известния фалшификатор на картини Елмир де Хори, а основна тема е размитата граница между фалшификат и автентично изкуство. Главните роли се изпълняват от Елмир де Хори, Оя Кодар, Орсън Уелс.